# خوان فرنانديز مارين
خوان فرنانديز مارين (بالإسبانية: Juan Fernández Marín)‏ (3 ديسمبر 1957 - ) هو لاعب كرة قدم إسباني.